# Podhájí (Radim)
Podhájí je malá vesnice, část obce Radim v okrese Jičín. Nachází se asi 1 km na severovýchod od Radimi. V roce 2009 zde bylo evidováno 30 adres. V roce 2001 zde trvale žilo 18 obyvatel.
Podhájí leží v katastrálním území Tužín o výměře 1,32 km2.